# Paul Hogan
Paul Hogan (Sydney, 1939. október 8. –) Golden Globe-díjas ausztrál színész. Legismertebb szerepe Michael "Crocodile" Dundee a Krokodil Dundee filmsorozatból. Felesége Linda Kozlowski, akivel együtt játszott a filmekben.

## Életpályája
Sydney-ben született, de karrierje kezdetén azt állította, hogy az Új-Dél-Wales állambeli Lightning Ridge-ben született. Ezt azért tette, hogy érdekesebbnek tűnjön. Fiatalkorában a nyugat-sydney-i Granville-be költözött, ahol a Sydney kikötői hídon (Sydney Harbour Bridge) dolgozott szerelőként.
Első nyilvános szereplése a Nine Network televíziós csatorna New Faces című tehetségkutatóban volt.
Hogan ezt követően elindította saját szkeccsműsorát The Paul Hogan Show címmel. 1973-ban megnyerte a Logie-díjat a "legjobb új tehetség" kategóriában.
Az 1970-es években a Winfield cigarettát reklámozta, az 1980-as években pedig a Foster's sör "reklámarca" volt.
Karrierjében áttörést jelentett a Krokodil Dundee című film.
Hogan és első felesége, Noelene Edwards 1958-ban házasodtak össze. 1981-ben elváltak, majd kevesebb mint egy év elteltével újra összeházasodtak. 1986-ban újból elváltak, ez Ausztrália egyik legcsúnyább celeb válásának számított. Hogan 1990-ben házasodott össze Linda Kozlowskival. 2013-ban elváltak, nézeteltérések miatt.
1985-ben megkapta "Az Év Ausztrálja" díjat.

## Filmjei
- Krokodil Dundee (1986) (forgatókönyvíró is)
- Krokodil Dundee 2. (1988) (forgatókönyvíró és filmproducer is)
- Botcsinálta angyal (1990) (forgatókönyvíró és filmproducer is)
- Jack, a villám (1994) (forgatókönyvíró és filmproducer is)
- Flipper (1996)
- Mámor (1998)
- Krokodil Dundee Los Angelesben (2001) (forgatókönyvíró és filmproducer is)
- Melegházi átverés (2004)
- Krokodil Dundee öröksége (2020)